# Consejo Monetario Centroamericano
El Consejo Monetario Centroamericano (CMCA)   es un órgano del Subsistema de Integración Económica del Sistema de la Integración Centroamericana (SICA). Está integrado por los presidentes de los bancos centrales de Costa Rica, El Salvador, Guatemala, Honduras y Nicaragua y por el Gobernador del Banco Central de la República Dominicana.
De conformidad con el artículo 47 del «Protocolo de Guatemala al Tratado General de Integración Económica Centroamericana» de 1993, corresponde al CMCA proponer y ejecutar las acciones necesarias para lograr la coordinación, armonización, convergencia o unificación de las políticas monetaria, cambiaria, crediticia y financiera de los Estados Parte. El Protocolo establece que el CMCA tiene estatus de consejo sectorial de ministros de integración económica (artículo 41) y autonomía funcional en el ejercicio de sus competencias.
El «Acuerdo Monetario Centroamericano» (AMCA) es la norma de derecho comunitario derivado que regula el funcionamiento del CMCA y de su Secretaría Ejecutiva y demás órganos, con base en lo establecido los artículos 37, 41, 47 y 50 del Protocolo de Guatemala, a fin de realizar gradual y progresivamente la integración monetaria y financiera regional. El CMCA se creó el 25 de febrero de 1964 (ver apartado HISTORIA).

## Principales Atribuciones
Con el fin de dar cumplimiento a las competencias definidas en el Protocolo, el AMCA establece, entre otras, las siguientes atribuciones del CMCA: 
•	Dictar acuerdos, resoluciones y otras disposiciones para el cumplimiento de sus objetivos.
•	Evaluar periódicamente el avance del proceso de convergencia macroeconómica regional en las áreas monetaria, cambiaria, crediticia y financiera.
•	Proponer a los gobiernos de los estados de la región la adopción de convenios internacionales necesarios para la integración monetaria y financiera regional.
•	Crear mecanismos o sistemas financieros, operativos, de pagos o de otra naturaleza necesarios para el cumplimiento de sus objetivos.
•	Acordar la gestión y suscripción de convenios de cooperación con bancos centrales, organismos internacionales u otras entidades. 
•	Definir la unidad de cuenta regional (“peso centroamericano”), su uso, denominación, valor y relación con cualquier divisa, moneda o unidad de cuenta internacional. 
•	Ejercer la dirección de la Secretaría Ejecutiva y otros órganos creados por el CMCA; y elegir y remover al Secretario Ejecutivo y demás titulares. 

## Funcionamiento
Desde su creación en 1964, el CMCA se ha reunido ininterrumpidamente, contribuyendo al proceso de integración centroamericana desde el ámbito de sus competencias, en las áreas relativas a la banca central. Actualmente el CMCA se reúne al menos tres veces al año, adoptando decisiones por consenso. También realiza periódicamente reuniones conjuntas de coordinación y cooperación con otros consejos de ministros de integración económica, con entidades supervisoras de los sistemas financieros de la región y con otros organismos regionales e internacionales. La presidencia del CMCA es anual y rotativa siguiendo el orden alfabético de los países miembros.

## Historia
Los actuales procesos de integración centroamericana, fundamentados en las experiencias históricas, nacieron en 1951 con la suscripción de la «Carta de San Salvador», que dio origen a la Organización de Estados Centroamericanos (ODECA). En el apartado económico sobresalió la suscripción del «Tratado General de Integración Económica Centroamericana», de 1960, mediante el cual los estados acordaron establecer el Mercado Común Centroamericano (MCCA) con el fin de unificar las economías, impulsar en forma conjunta el desarrollo y mejorar las condiciones de vida de los habitantes, para lo cual definieron objetivos, tales como perfeccionar una zona de libre comercio, la adopción de un arancel externo común y la constitución de una unión aduanera, entre otros. 
La materia monetaria no fue objeto de esas regulaciones, lo que llevó a los bancos centrales de la región a buscar formas de cooperación y participación en el proceso de integración centroamericana mediante acuerdos suscritos entre ellos, con base en sus competencias legales y su régimen autonómico. El primero fue el «Acuerdo de la Cámara de Compensación Centroamericana» de 1961, que creó ese mecanismo facilitador de los pagos por transacciones comerciales intrarregionales derivadas del funcionamiento del MCCA. El segundo fue el «Acuerdo para el Establecimiento de la Unión Monetaria Centroamericana», suscrito el 25 de febrero de 1964, por el cual se creó el “sistema de bancos centrales centroamericanos”, y sus órganos: el Consejo Monetario Centroamericano, su Secretaría Ejecutiva y los comités de consulta. Finalmente, en 1969 suscribieron el «Acuerdo del Fondo Centroamericano de Estabilización Monetaria (FOCEM)» con el fin de brindar soporte de balanza de pagos en casos de desequilibrios temporales que amenazaran la estabilidad cambiaria de los países miembros. En 1974, un nuevo instrumento, llamado «Acuerdo Monetario Centroamericano» (AMCA), refundió y simplificó en un solo cuerpo normativo el contenido de los tres instrumentos adoptados de la década anterior. 
El AMCA fue reformado íntegramente en 1999 por el CMCA, para ajustarlo a las disposiciones de los tratados de integración aprobados por los estados de la región a inicios de la década de los noventa, tanto el «Protocolo de Tegucigalpa a la Carta de la ODECA» de 1991, que constituyó el Sistema de la Integración Centroamericana (SICA), como el «Protocolo de Guatemala al Tratado General de Integración Económica Centroamericana» de 1993, que otorgó al CMCA estatus de consejo sectorial de ministros de integración económica, con las competencias normativas propias de esos órganos, definió sus objetivos en las materias monetaria, financiera, cambiaria y crediticia, y otorgó personalidad jurídica internacional a la Secretaría Ejecutiva del CMCA, reconociendo su autonomía funcional. El AMCA ha sido modificado parcialmente por el CMCA en varias ocasiones durante el presente siglo para ajustarlo a las nuevas realidades institucionales, por ejemplo, la incorporación al CMCA del Banco Central de la República Dominicana en 2003. 

## La Secretaría Ejecutiva del CMCA
La SECMCA es el órgano encargado de los aspectos técnicos y administrativos del CMCA y constituye su conducto ordinario de comunicación. Posee personalidad jurídica internacional y su sede se localiza en San José, Costa Rica. 
La SECMCA está a cargo de un Secretario Ejecutivo, quien es su jerarca y representante legal, y de un Subsecretario Ejecutivo, ambos nombrados por el CMCA por periodos de cinco años. Estos cargos son desempeñados por nacionales de distintos Estados miembros, asegurándose la rotación de nacionalidades en la sucesión de los puestos. Para el cumplimiento de sus funciones, la SECMCA cuenta con personal técnico permanente (expertos en economía, estadística, derecho, informática y personal administrativo) el cual debe tener la nacionalidad de cualquiera de los países miembros y actuar con espíritu centroamericanista. Asimismo, la SECMCA posee un programa de economistas visitantes, que son funcionarios de los bancos centrales miembros designados por estos para ejercer actividades profesionales en la Secretaría por dos años y apoyar los programas y proyectos que esta desarrolla.
El AMCA establece, entre otras, las siguientes funciones de la SECMCA: ejecutar lo dispuesto por el CMCA; realizar estudios técnicos necesarios para la ejecución del AMCA y para dar cumplimiento a los planes y programas de trabajo aprobados; preparar las reuniones del CMCA, participar en ellas y llevar los registros y actas correspondientes;  coordinar las labores de los comités y grupos; someter al CMCA, para su aprobación, su normativa general y su presupuesto; nombrar y remover a su personal; y preparar y publicar periódicamente informes, investigaciones y otros documentos.
El CMCA definió la misión y visión de la SECMCA de la siguiente manera: VISIÓN: “Actuar con la mayor eficiencia en la ejecución de las iniciativas de armonización y cooperación horizontal entre los Bancos Centrales de los países miembros, así como en el diseño de las políticas en el ámbito monetario y financiero”. MISIÓN: “Somos el órgano ejecutor de las decisiones técnicas y administrativas del CMCA, coadyuvando al proceso de integración económica, como una forma de promover el crecimiento y la estabilidad económico-financiera regional”. 
Asimismo, el Plan Estratégico Institucional vigente, aprobado por el CMCA, en 2020 define los objetivos estratégicos de la SECMCA, siendo los más relevantes los siguientes: 1) contribuir a la estabilidad macroeconómica y financiera regional mediante la coordinación de políticas propias de los Bancos Centrales; 2) fortalecer los sistemas de pagos e infraestructura financiera regional; 3) proveer información y elementos analíticos para la toma de decisiones, y 4) coordinar la cooperación entre los Bancos Centrales miembros y con otras instancias institucionales.

## Comités de consulta y Grupos de trabajo
Desde su creación en 1964, diversos comités de consulta y grupos de trabajo asesoran al CMCA en diferentes materias y colaboran en la ejecución de sus decisiones. Estos comités y grupos están formados por funcionarios de alto nivel de los bancos centrales miembros y son coordinados por la SECMCA. En algunos participan, además, funcionarios de otras instituciones (como superintendencias o ministerios de finanzas) debido a sus objetivos y a la naturaleza interinstitucional de la materia a la que están dedicados; y, eventualmente, representantes de instituciones extrarregionales.
Actualmente los comités y grupos asesoran al CMCA en diversas materias, entre ellas: política monetaria, estudios jurídicos, sistemas de pagos, tecnologías de información, comunicación estratégica, cuentas nacionales, balanza de pagos, estadísticas (monetarias y financieras, finanzas públicas), estándares regionales, investigaciones económicas, entre otros (ver lista completa de los comités y grupos).
Además, un Comité de Auditoría formado por los auditores de los bancos centrales miembros apoya al CMCA en la evaluación de la gestión de su Secretaría, y el Foro de Gerentes de bancos centrales colabora con el CMCA en el estudio y análisis de planes de actividades y propuestas regionales. 

## Proyectos y Actividades
Del plan de trabajo vigente de la SECMCA se pueden destacar algunos proyectos y actividades:
Base de datos SECMCADATOS: su objetivo es el almacenamiento, procesamiento y publicación de información estadística de las principales variables macroeconómicas centroamericanas (información de cada país y regional). Es pública y de acceso gratuito a través de la web de la Secretaría y también mediante una APP gratuita para teléfonos móviles (disponible para iOs y para Android).

Monitor macroeconómico: herramienta de consulta que complementa las búsquedas que ofrece SECMCADATOS y los informes periódicos que divulga la Secretaría, y que proporciona información actualizada de la situación macroeconómica de cada país y de la región mediante un conjunto de gráficos y cuadros.

Proyecto de armonización de estadísticas macroeconómicas (PAEM): su objetivo es armonizar y conciliar las estadísticas macroeconómicas para mejorar las comparaciones y facilitar la coordinación de políticas en la región, en el contexto de la integración monetaria y financiera, mejorando la calidad, cobertura y consistencia de las estadísticas; promoviendo la adopción de estándares internacionales; desarrollando bases de datos integradas que faciliten la diseminación de la información y optimicen su transparencia, y produciendo indicadores y cuentas económicas con visión regional. Es un proyecto de largo plazo, en el que participan varios grupos de trabajo y otras instituciones mediante mecanismos de cooperación.

Informe de Estabilidad Financiera Regional: elaborado por el Grupo de Estabilidad Financiera Regional, conformado por funcionarios de bancos centrales y superintendencias de bancos de Centroamérica, República Dominicana, Panamá y Colombia, y las secretarías ejecutivas del CMCA y del Consejo Centroamericano de Superintendentes de Bancos, de Seguros y de otras Instituciones Financieras. Su objetivo es contribuir al fortalecimiento de la vigilancia macroprudencial del sistema financiero regional.

Investigaciones económicas y publicación de reportes e informes: la SECMCA realiza investigaciones económicas, coordina el foro de investigadores de los bancos centrales y publica gran cantidad de informes, reportes y notas económicas regionales, de acceso gratuito a través de la web. 

Sistema de Interconexión de Pagos (SIPA): sistema de pagos regional creado por el CMCA que interconecta a los bancos centrales miembros y permite a los clientes de las entidades financieras afiliadas hacer transferencias electrónicas de fondos en dólares entre los países miembros, de forma rápida, segura y a bajo costo. Su gestor institucional es el Banco Central de la República Dominicana.

Relaciones con otras instituciones: Como organismos de integración centroamericana, el CMCA y su Secretaría participan en las actividades del SICA, relacionándose y colaborando con su Secretaría General (SG-SICA), con la Secretaría de Integración Económica (SIECA), el Banco Centroamericano de Integración Económica(BCIE), la Secretaría Ejecutiva del Consejo de Ministros de Hacienda o Finanzas de Centroamérica, Panamá y República Dominicana (SECOSEFIN)  y con otros órganos e instituciones de integración económica regional. Asimismo, la SECMCA ha ejecutado proyectos con cooperación de organismos internacionales o instituciones extranjeras. Actualmente mantiene convenios de cooperación con entidades regionales (SIECA, Cenpromype, BCIE) y extrarregionales (Banco de España, CEPAL, FLAR).